# Frances Villiers
Frances Villiers, Condessa de Jersey (25 de Fevereiro de 1753 - 23 de Julho de 1821), foi uma das mais notáveis entre as muitas amantes do rei Jorge IV do Reino Unido quando ele ainda era príncipe de Gales. Era "uma mulher de sociedade brilhante, uma mistura irresistível de charme, beleza e sarcasmo".

## Crianças
Lady Charlotte Anne Villiers (1771-1808), casou-se com lorde William Russell em 1789 e teve um problema.
Anne Barbara Frances Villiers (1772–1832), casou-se com William Henry Lambton e teve problemas, incluindo John Lambton, 1º Conde de Durham; casado em segundo lugar Hon. Charles Wyndham, filho de Charles, 2º Conde de Egremont.
George Child Villiers, 5º Conde de Jersey (1773–1859), casou-se com Sarah Sophia Fane, filha de John Fane, 10º Conde de Westmorland e Sarah Anne Child, filho único de Robert Child, o principal acionista da empresa bancária Child & Co.
Lady Caroline Elizabeth Villiers (1774–1835), casou-se primeiramente com Henry Paget, 1º Marquês de Anglesey e teve um problema. Ela se divorciou dele nos tribunais escoceses em 1809 e se casou em segundo lugar, George Campbell, 6º Duque de Argyll.
Lady Georgiana Villiers, d. jovem.
Lady Sarah Villiers (n. 1779), casou-se com Charles Nathaniel Bayley em 1799.
Hon. William Augustus Henry Villiers (1780-1813), morreu solteira nos Estados Unidos, tendo assumido o sobrenome de Mansel em 1802, segundo a vontade de Louisa Barbara, filha de Barbara Villiers e Bussy, Lady Lord Vernon.
Lady Elizabeth Villiers, d. solteira de 1810.
Lady Elizabeth Frances Villiers (1786-1866), casou-se com John Ponsonby, 1º visconde de Ponsonby, em 1803.
Lady Harriet Villiers (1788–1870), casou-se com Richard Bagot, bispo de Oxford em 1806, e teve problemas.
A esposa de seu filho George, Sarah (também conhecida como Lady Jersey), foi uma líder da sociedade durante a Regência do Príncipe de Gales e seu reinado como George IV.